# 亨利·溫克爾曼
 亨利·杰勒德·温克尔曼 （荷蘭語：Henri Gerard Winkelman, 1876年8月17日—1952年12月27日）是一名荷兰军官，于德国入侵荷兰期间担任荷兰军总司令。

## 战前生涯
温克尔曼于1876年8月17日出生在荷兰的马斯特里赫特，父亲为朱利叶斯·亨德里克·温克尔曼（Julius Hendrik Winkelman），母亲为夏洛特·亨丽埃特·布拉姆斯（Charlotte Henriëtte Braams）。在中学毕业后，他前往布雷达的皇家军事学院学习。他的目标是成为一名荷兰皇家东印度军（荷属东印度群岛殖民军）的军官，但在训练期间，他改变了想法，并成为了一名步兵军官。他于1896年晋升为中尉。1902年，他同艾伦丁·杰科米娜 ·柯尔特（Arendin Jacomina Coert）结为夫妻，并育有二子二女。在完成个人军事教育后，他开始在荷兰陆军中崭露头角。他于1913年晋升为上尉，1923成为少校，1931年被授予将级军官军衔，并成为荷兰第四师的指挥官。1934年，在离开军队前不久，他晋升为中将。温克尔曼在竞争荷兰陆军参谋长一职时落败于伊萨克·雷因德斯将军，随即决定退役，并最终获准荣休。作为一名退役军官，他依然通过提出建议的方式活跃于军队的方方面面。
荷兰于纳粹德国入侵波兰前的四天，即1939年8月28日发起了武装部队动员。时任参谋长的伊萨克·雷因德斯将军被任命为荷兰军队最高统帅，但由于他从一开始就与国防部长阿德里安·戴克斯霍恩产生了明显分歧，致使雷因德斯最终被迫在1940年2月5日退休。荷兰高层在一次碰头会后，决定把温克尔曼将军召回海牙，并选他为新任的荷兰军队最高统帅。他于次日接受了这一任命。

## 战争期间
溫克爾曼深知荷軍的局限性，其麾下僅有28萬人可供调遣，這遠不足以防衛整個國家。更糟的是，整个荷兰陆军甚至沒有坦克可供作戰，军队缺乏有效训练，野戰砲及防空炮也面临短缺。温克尔曼确信荷兰军队沒有能力進行現代化的「機動」防禦，因此他决定简单起见：荷兰军队将防卫重心放在“荷兰要塞”（由北荷兰省、南荷兰省和乌德勒支省组成，大致位于今天的兰斯塔德地区）地区，通过加强现有防线工事来应对攻击。温克尔曼从未幻想过将德军推回德国境内，相反，他认为荷军能做的仅仅是拖住德军进攻，好赢得足够时间守住“荷兰要塞”，直到盟军援军赶来。
事实上，荷兰北部的德伦特省、格罗宁根省和弗里斯兰省基本没有设防。温克尔曼将最先进的防御工事部署在阿夫鲁戴克大堤（连接着弗里斯兰省和北荷兰省）东侧的科伦沃德滩上，希望能迟滞德军进攻，防止德军从北部威胁“荷兰要塞”的安全。在荷兰东部，他把第一道防线部署在荷兰艾瑟尔河至默兹河沿岸。荷军的主要防线则位于荷兰的心脏地带，称为格雷贝防线，由第二和第四军团防卫。格雷贝防线是荷兰新建的河岸防线，在战前被认为是整个荷兰防御系统的代表，作为“荷兰要塞”的东部防线，温克尔曼对其寄予厚望，要求坚守到最后。然而，过时的防御系统与过于靠近乌德勒支和阿姆斯特丹等大城市的地理位置也使得该防线面临诸多问题。

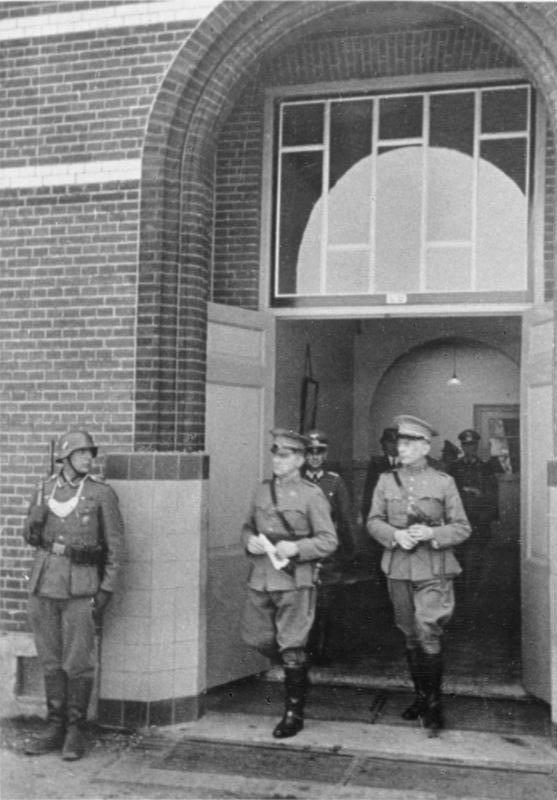
1940年5月15日，温克尔曼将军在签署荷兰投降书后离开

1940年5月10日凌晨，德国入侵荷兰。希特勒计划直接将伞兵投放到海牙，迅速控制整座城市，逮捕荷兰内阁成员、皇室成员和身为荷兰军队最高军事指挥的温克尔曼并在开战24小时内逼迫荷兰投降，但未能成功。在东部，德军起初进展顺利，不久就被荷军的主要防御工事阻滞。经过一天战斗，荷军在劣势下挡住了德军首轮进攻，这令温克尔曼将军感到些许安慰。然而南部前线却已告急，德军伞兵抢占了位于多德雷赫特和鹿特丹以南的穆尔代克大桥。与此同时，由德军第9装甲师支援的步兵部队攻破了荷军皮尔拉姆防线，进占至北布拉班特省南部，即将与穆尔代克的德军会合并从南边进入“荷兰要塞”，进而彻底切断荷兰同比利时和法国的陆上联系。荷军随后联合法国军队发起反击，意在收复穆尔代克大桥和格雷贝防线的失地，却都以失败告终。
5月13日，威廉明娜女王已流亡至伦敦，大部分内阁部长也聚集在荷兰角港准备启程。时任荷兰商务部长马克斯·斯滕贝尔赫以女王和内阁的名义，将荷兰位于欧洲部分的政府权力授予温克尔曼，并要求常务秘书们听从他的指示。内阁和女王后来默认了这一安排。
经过三天激战，格雷贝防线于5月13日晚间被德军攻破。此时德军第9装甲师已同穆尔代克的部队会合，突破了“荷兰要塞”并进入鹿特丹，占领了默兹河南岸。尽管已无胜利的希望，北岸的荷军依然顽强抵抗，海军陆战队在桥头架起机枪，德军始终无法通过默兹河。希特勒对此大为光火，他本预计此时已占领整个荷兰。5月14日，德军下达了最后通牒，紧接着对鹿特丹展开轰炸。德军随后又威胁要轰炸乌德勒支，无奈之下，温克尔曼将军只得于当天晚上向德军投降，正式的投降书则于次日在雷松德签署。

## 战后岁月

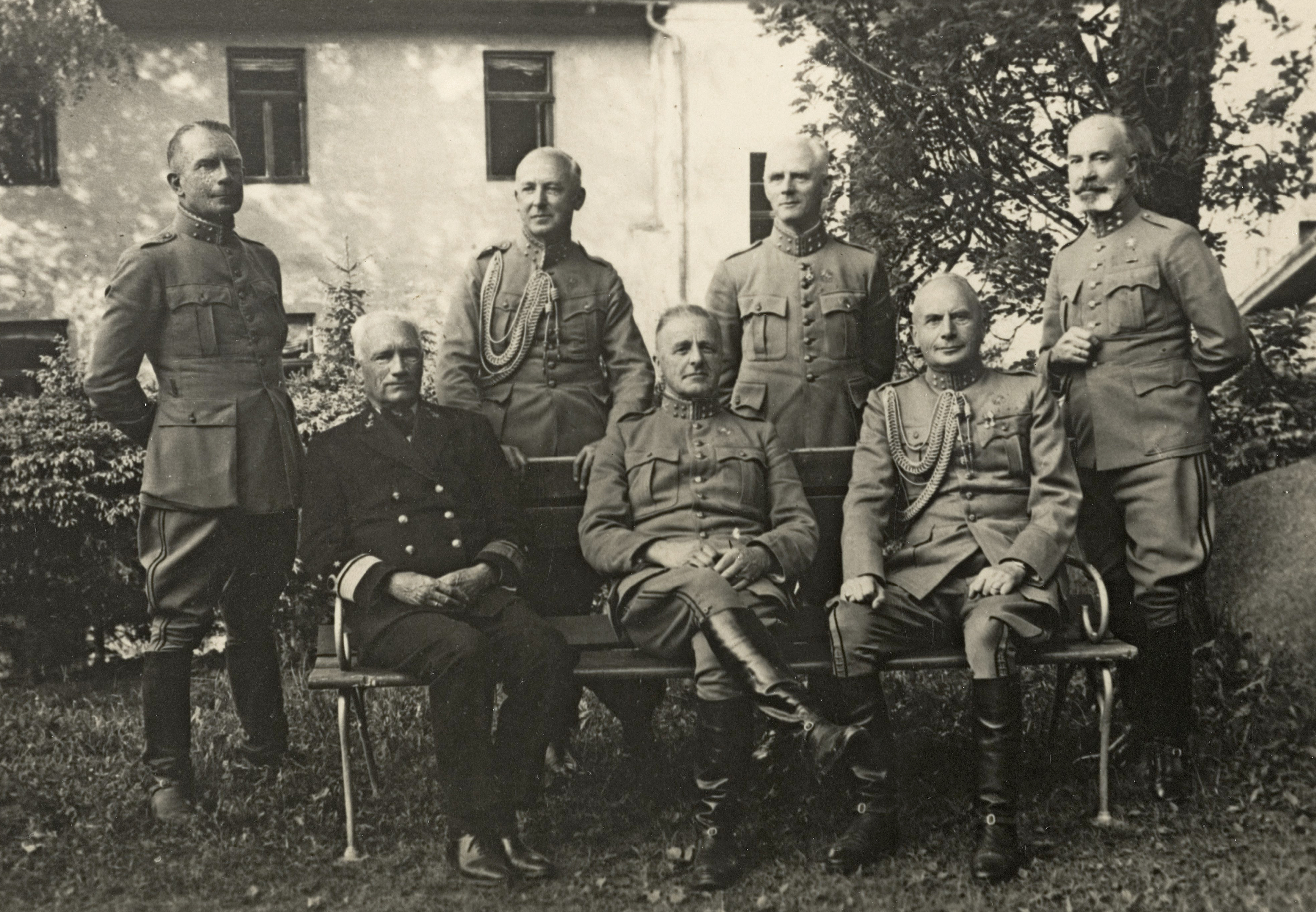
1941年囚禁期间的荷兰高级军官们，温克尔曼将军坐在中间

签署荷兰投降书后，由于温克尔曼将军拒绝协助德军劝降荷兰境内的抵抗组织，他从1940年7月2日起遭到囚禁，在狱中度过了整个德占时期。他于战后的1945年10月1日从荷兰军队中光荣退役，并被授予荷兰最古老、等级最高的军事威廉勋章。
温克尔曼将军于1952年12月27日在苏斯特贝赫的家中安详去世，享年76岁。

## 纪念

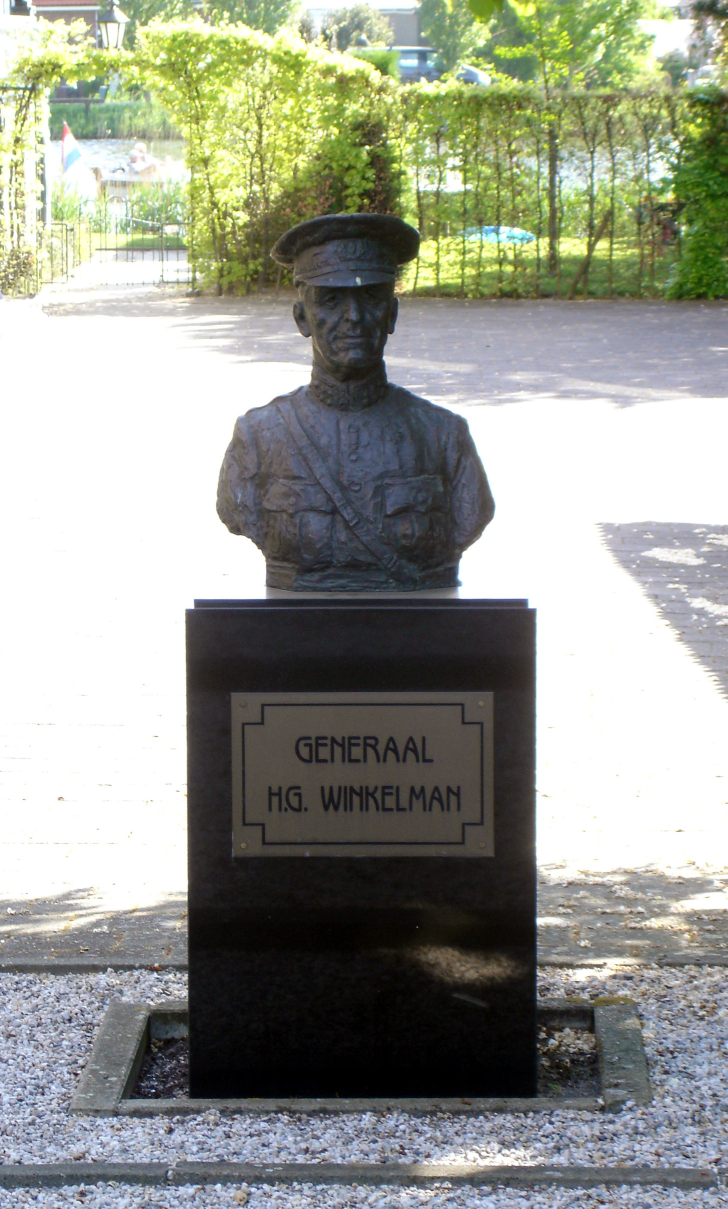
温克尔曼将军位于的半身雕像

他的雕像至今仍树立在雷松德小学的门前，他于1940年5月15日在那里签署了荷兰投降书。
宁斯佩特的一座军事基地以他命名，在该基地于2007年5月15日关闭后，这一名字被转以命名另一座位于哈尔斯坎普的军事基地。